# Slægt & Data
Slægt & Data er et tidsskrift (ISSN 0903-6172) om Slægtsforskning i forbindelse med EDB. Det udgives af foreningen DIS Danmark og udsendes gratis til foreningens medlemmer. Det udkom første gang i 1987, i de første år to gange om året, nu fire gange. Bladet indeholder artikler om slægtsforskningsprogrammer, slægtsforskning på Internet og emner af mere generel interesse for slægtsforskere.
| Anime eller manga | Spire Denne artikel om medie og kommunikation er en spire som bør udbygges. Du er velkommen til at hjælpe Wikipedia ved at udvide den. |